# Гузарський район
Гузарський район (узб. Ғузор тумани, G’uzor tumani) — район у Кашкадар'їнській області Узбекистану. Розташований на півдні області. Утворений 29 вересня 1926 року. Центр — місто Гузар.